# (43957) Invernizzi
(43957) Invernizzi est un astéroïde de la ceinture principale.

## Description
(43957) Invernizzi est un astéroïde de la ceinture principale. Il fut découvert le 7 février 1997 à Sormano par Piero Sicoli et Francesco Manca. Il présente une orbite caractérisée par un demi-grand axe de 2,56 UA, une excentricité de 0,15 et une inclinaison de 8,5° par rapport à l'écliptique.

## Compléments